# Attacco alla sede regionale DC di piazza Nicosia
L'attacco alla sede regionale della DC di piazza Nicosia fu un'azione messa in atto il 3 maggio 1979 dalle Brigate Rosse contro gli uffici regionali per il Lazio della Democrazia Cristiana, in piazza Nicosia a Roma.
Il gruppo, formato da una dozzina di componenti divisi in tre nuclei, fece irruzione di sorpresa dentro la sede, avendo l'obiettivo di mettere in atto un'azione dimostrativa: fece evacuare l'edificio e piazzò alcune cariche esplosive; nel frattempo i brigatisti rimasti all'esterno dell'edificio respinsero una pattuglia della DIGOS accorsa sul posto. Nel conflitto a fuoco rimase immediatamente ucciso uno dei tre agenti, un altro rimasto ferito morì qualche giorno dopo in ospedale. I brigatisti riuscirono ad allontanarsi.
L'assalto, avvenuto durante la campagna elettorale del 1979, sembrò dimostrare un'ulteriore crescita della lotta armata in Italia e una sempre più forte minaccia da parte dei gruppi della sinistra rivoluzionaria che avevano intrapreso la strada della lotta armata, verso le istituzioni politiche ed economiche del paese.

## Storia

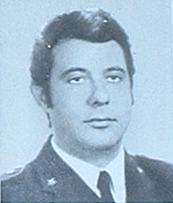
Antonio Mea

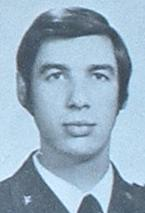
Pierino Ollanu

Il 3 maggio 1979, durante la fase iniziale della campagna elettorale per le elezioni politiche, un commando di almeno 13 uomini delle Brigate Rosse attaccò la sede del comitato regionale per il Lazio della DC a Roma in piazza Nicosia. I brigatisti agirono divisi in tre gruppi: i due nuclei di militanti, guidati rispettivamente da Bruno Seghetti e Prospero Gallinari, entrarono dentro la sede di partito e occuparono il primo e il secondo piano, mentre il gruppo guidato da Francesco Piccioni rimase sulla piazza per contrastare eventuali interventi delle forze dell'ordine.
Dopo aver immobilizzato i presenti, i brigatisti del gruppo di Seghetti collocarono nell'edificio quattro ordigni esplosivi e fuggirono portandosi via schedari e documenti. Nel frattempo Gallinari, posizionato all'ingresso dell'androne della sede DC, e il gruppo di fuoco guidato da Piccioni dovettero intervenire contro una pattuglia della polizia del I Distretto (sigla radio "DELTA 19") accorsa, crivellandone la vettura a colpi di mitra. Spararono sicuramente il Kalashnikov di Piccioni e l'M12 di Anna Laura Braghetti. Il brigadiere Antonio Mea morì sul colpo, mentre l'agente Pierino Ollanu morì il 10 maggio successivo a seguito delle ferite riportate. Un terzo agente, Vincenzo Ammirata, rimase ferito.

## Le indagini e il processo
Le indagini condotte dalla DIGOS consentirono di individuare gli autori che furono arrestati e condannati all'ergastolo.
Due dei componenti del gruppo, Antonio Savasta e Emilia Libera, vennero arrestati nel 1982 dagli agenti dei NOCS a Padova, in occasione dell'intervento per liberare il generale statunitense James Lee Dozier, sequestrato dai terroristi.